# Giovanna II regina di Napoli
Giovanna II regina di Napoli è un'opera in tre atti di Carlo Coccia, su libretto di Gaetano Rossi. Fu rappresentata per la prima volta il 12 marzo 1840 nell'ambito della stagione di Carnevale e Quaresima del Teatro alla Scala di Milano.

## Cast della prima assoluta
Gli interpreti della prima rappresentazione diretta da Eugenio Cavallini furono i seguenti:
| Ruolo/Personaggio | Interprete         |
| ----------------- | ------------------ |
| Giovanna II       | Erminia Frezzolini |
| Marino Boffa      | Ignazio Marini     |
| Oliviero di Rieux | Lonato Catona      |
| Lorenzo Alopo     | Napoleone Moriani  |
| Attendolo Sforza  | Gaetano Rossi      |
| Francesca Ruffo   | Teresa Brambilla   |
| Paolo Cimitolo    | Francesco Regini   |
| Aniello           | Antonio Benciolini |
| Brigida           | Felicita Bayllou   |

## Trama
Nel primo atto l'azione si svolge a Sorrento e Capri. Nel secondo e nel terzo a Napoli. L'anno è il 1415.

### Atto I
Giovanna deve sposare il gentiluomo Lorenzo Alopo, inviso a molti cortigiani, tra cui il cancelliere Marino Boffa, il quale sa che Lorenzo è in realtà innamorato di un'altra donna, Francesca Ruffo, che Marino crede morta.
Marino scopre però che Francesca è ancora viva, ospitata da un pescatore di Capri, Aniello, e da sua moglie Brigida, anche se è in preda al delirio dovuto alla disperazione per la perdita di Lorenzo. Marino si reca a trovarla e Francesca riacquista la ragione quando Marino le indica lo stesso Lorenzo che sta sbarcando sull'isola in compagnia di Giovanna. Giunge anche il conte Oliviero di Rieux, un tempo innamorato di Giovanna, poi allontanatosi quando si è visto preferire Lorenzo. Lorenzo vede Francesca ma crede che sia solo una sventurata mandata dal cielo e rinfacciargli di avere tradito l'amore per avere il trono; Marino impedisce a Francesca di esporsi troppo per non mettere in difficoltà Lorenzo, ma Giovanna ha ormai capito che il suo promesso sposo non l'ama.

### Atto II
Marino, accertatosi che Lorenzo, in preda ai rimorsi, ama ancora Francesca, organizza un segreto incontro tra i due, durante il quale essi si rinnovano il loro amore. Marino, con l'intento di impedire che Lorenzo sposi Giovanna, organizza una fuga, ma il cortigiano Attendolo Sforza, avido di potere, riesce a farli arrestare. Marino e i due fuggitivi vengono condotti davanti alla regina, sempre scortata da Oliviero che l'ha messa in guardia da un complotto contro di lei. Giovanna dapprima accusa Marino di averla tradita, poi quest'ultimo accusa Sforza di essere colui che complotta contro di lei.

### Atto III
Oliviero prima di partire manda una lettera a Giovanna in cui le rivela di averla amata. Giovanna capisce di avere rinunciato ad un amore vero in favore di Lorenzo che non la ricambiava e decide di essere clemente. Lorenzo viene condannato all'esilio dove si recherà con Francesca, e Marino, nonostante le insistenze di Sforza che ne chiede la condanna a morte, viene graziato. Infine Giovanna annuncia che il suo sposo sarà Oliviero.

## Struttura musicale
- Sinfonia

### Atto I
- N. 1 - Introduzione Al consiglio, in fra brev'ora (Coro, Sforza, Marino, Cimitolo, Giovanna, Lorenzo)
- N. 2 - Cavatina di Francesca Qual nostr'alme unia l'amore
- N. 3 - Duetto fra Marino e Francesca Ah, Francesca!... M'ascolta: un parente
- N. 4 - Coro Vedi.. Vedi?
- N. 5 - Coro, Duetto fra Giovanna e Lorenzo e Finale I Al suon de' semplici nostri strumenti - Tu primier dal cor tradito - Qual sembiante! o sventurata! (Coro, Giovanna, Lorenzo, Marino, Francesca, Brigida, Aniello, Oliviero, Sforza)

### Atto II
- N. 6 - Romanza di Lorenzo La cara imago svellere
- N. 7 - Terzetto fra Oliviero, Marino e Giovanna Quando solingo e tacito (Oliviero, Marino, Giovanna, Coro)
- N. 8 - Duetto fra Lorenzo e Francesca Vissi un dì... portai quel nome
- N. 9 - Finale II Trionfa, o regina, esulti il tuo cuore (Coro, Giovanna, Oliviero, Sforza, Lorenzo, Francesca, Marino, Cimitolo)

### Atto III
- N. 10 - Terzetto fra Lorenzo, Giovanna e Francesca La mia speme s'abbandona
- N. 11 - Coro ed Aria Finale di Giovanna Ah! che un giuro là in ciel non ascende - Oh qual nuovo tumulto di affetti (Giovanna, Oliviero, Marino, Sforza, Lorenzo, Francesca, Coro)